# フェアウェザー氷河
フェアウェザー氷河（Fairweather Glacier）とは、北アメリカ大陸の北西部に存在する、氷河の1つである。

## 概要
フェアウェザー氷河は、おおよそ北緯58度51分、西経137度39分付近に位置している、アメリカ合衆国のアラスカ州に属する氷河である。このフェアウェザー氷河は、ソールズベリー山の西側斜面から流れ出している。そして、1961年時点では、フェアウェザー岬（Cape Fairweather）

の東、300mの地点まで続いていた。ここはHoonahの集落から北西に約161km程の場所に当たる

。
なお、1961年時点のフェアウェザー氷河の長さは、約30kmであった。

。

## 雑学
Alaska Marine Highway Systemのフェリーの「M/V Fairweather」の「フェアウェザー（Fairweather）」は、フェアウェザー氷河にちなんで命名されたものである。